# Język iberyjski

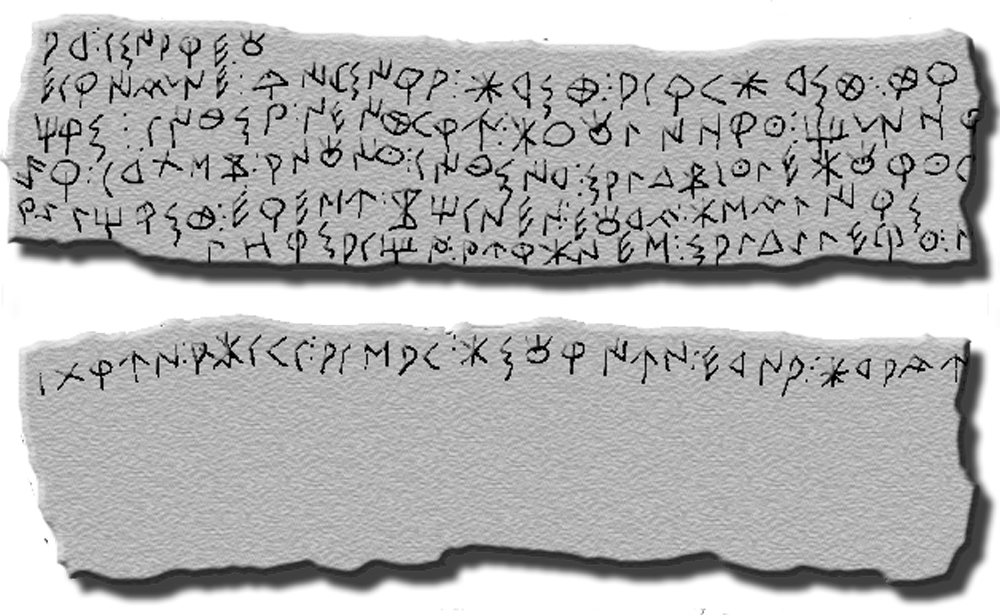
Płytka ołowiana z Ullastret zapisana wariantem północno-wschodniego pisma iberyjskiego

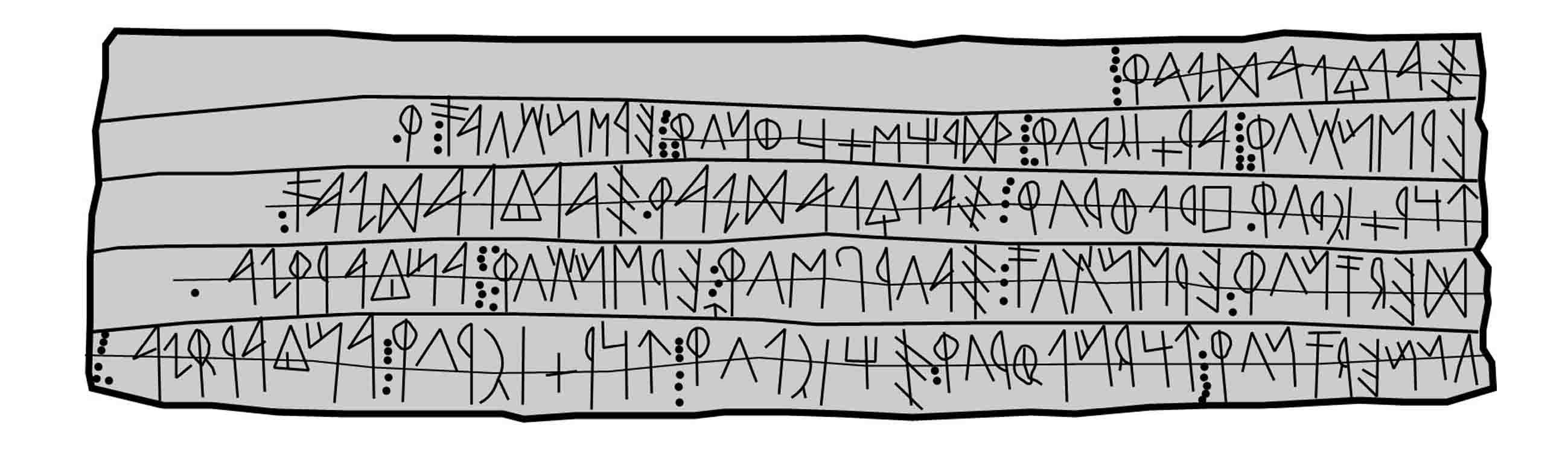
Płytka ołowiana z La Bastida de les Alcuses (Mogente) zapisana południowo-wschodnim pismem iberyjskim

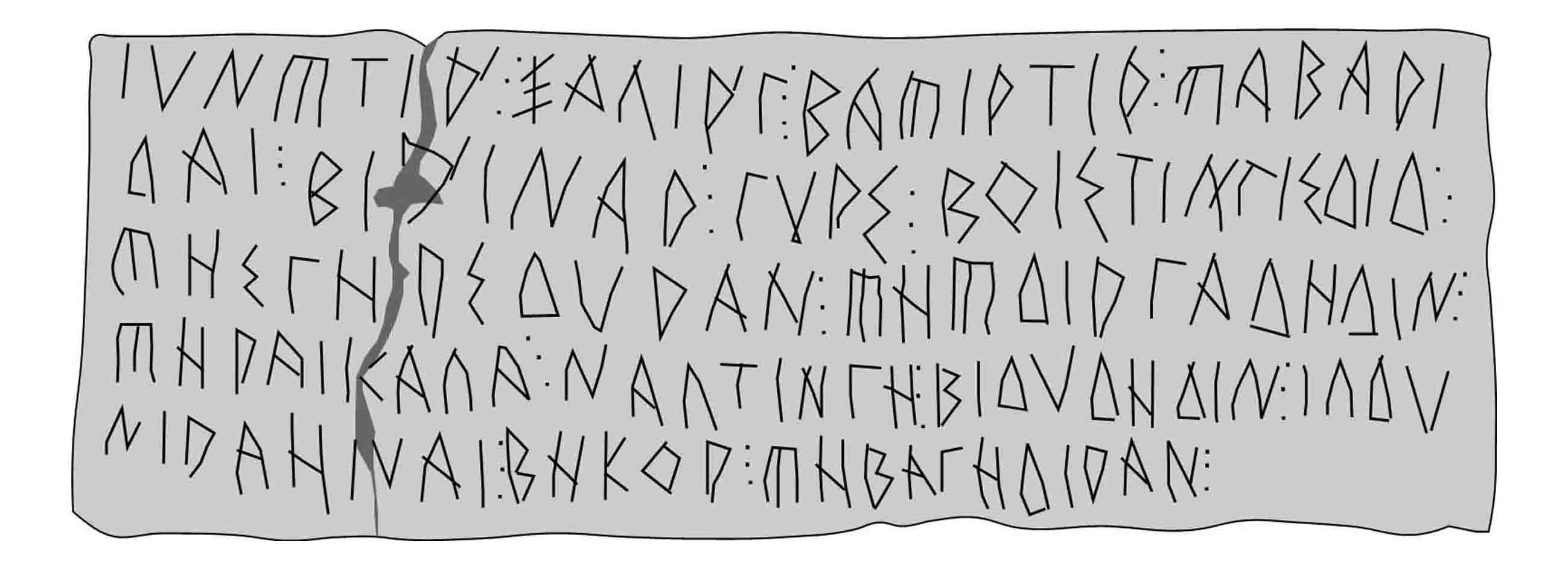
Płytka ołowiana z la Serreta (Alcoy) zapisana grecko-iberyjskim alfabetem

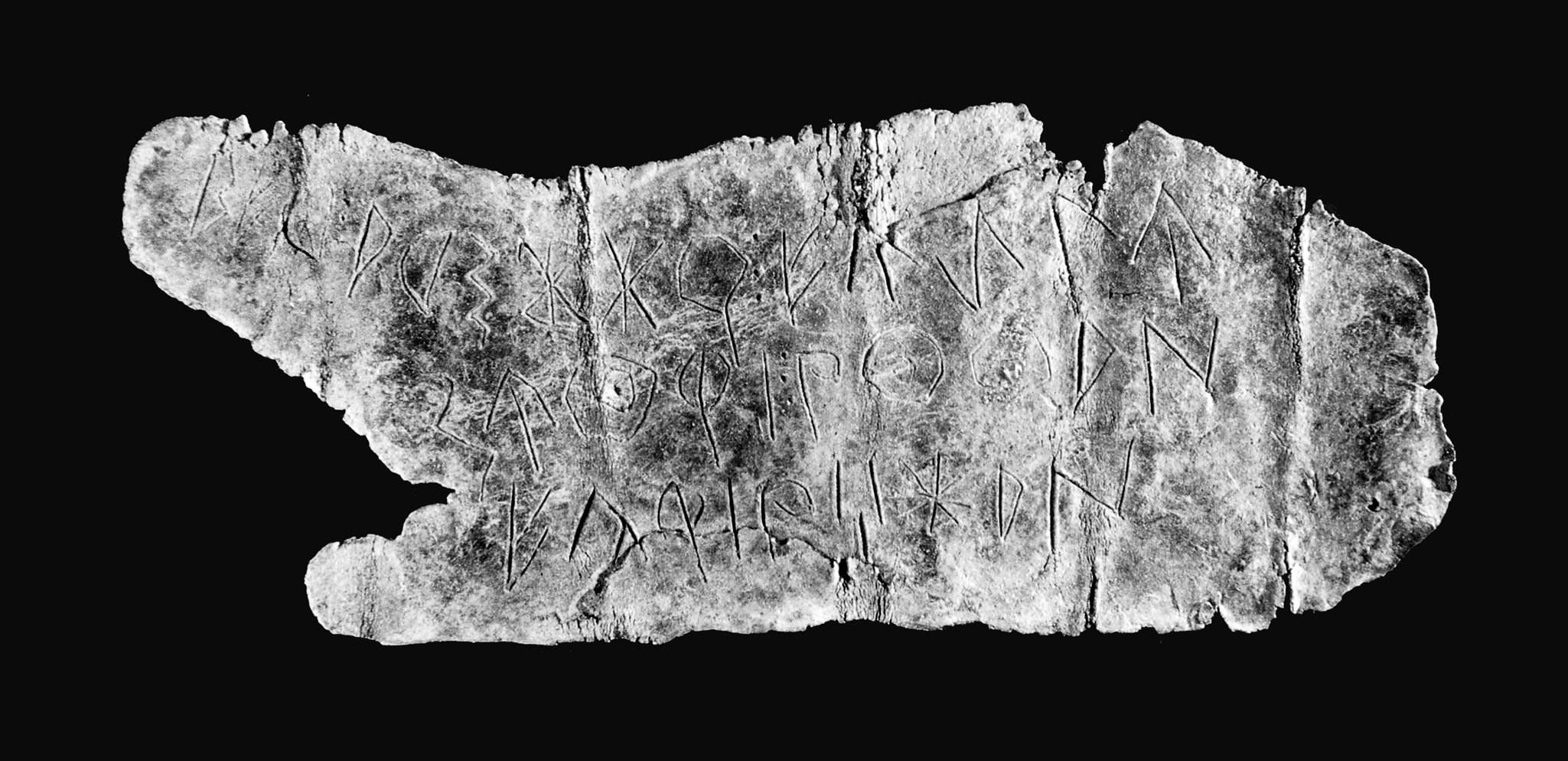
Płytka ołowiana z Castellet de Bernabè, Valencia

Język iberyjski – język używany przez starożytnych Iberów, zamieszkujących wschodnie i południowo-wschodnie wybrzeża Półwyspu Iberyjskiego. Wymarł na przełomie I i II wieku, wyparty przez łacinę.
Nie udało się ustalić pochodzenia tego języka. Niektórzy badacze sugerują jego możliwe pochodzenie od języków berberyjskich. Istnieje teoria, że był on przodkiem języka baskijskiego.
Niektóre słowa we współczesnym hiszpańskim są prawdopodobnie wpływem substratu iberyjskiego np. barro, calabaza, carrasca, galápago, perro.

## Zapis
Najstarsze teksty iberyjskie są datowane na IV lub V wiek p.n.e., a najpóźniejsze na I wiek p.n.e. Znanych jest ponad 2000 inskrypcji. Większość to krótkie teksty na ceramice z imionami własnymi, zwykle interpretowane jako znaki własności. Najdłuższe znane teksty iberyjskie są zrobione na tabliczkach ołowianych; najdłuższy pochodzi z Yátova (prowincja València) i ma ponad sześćset znaków.
Znane są trzy sposoby zapisu języka iberyjskiego:
- pismo północno-wschodnie (z dwiema odmianami);
- pismo południowo-wschodnie;
- grecko-iberyjski alfabet.